# Gracillaria arsenievi
Gracillaria arsenievi là một loài bướm đêm thuộc họ Gracillariidae. Nó được tìm thấy ở Nhật Bản (Hokkaidō) và vùng Viễn Đông Nga.
Sải cánh dài 10-13.2 mm.
Ấu trùng ăn Fraxinus americana, Fraxinus chinensis, Fraxinus mandshurica, Fraxinus pennsylvanica, Syringa amurensis, Syringa reticulata và Syringa vulgaris. Chúng ăn lá nơi chúng làm tổ.